# Kimčchi

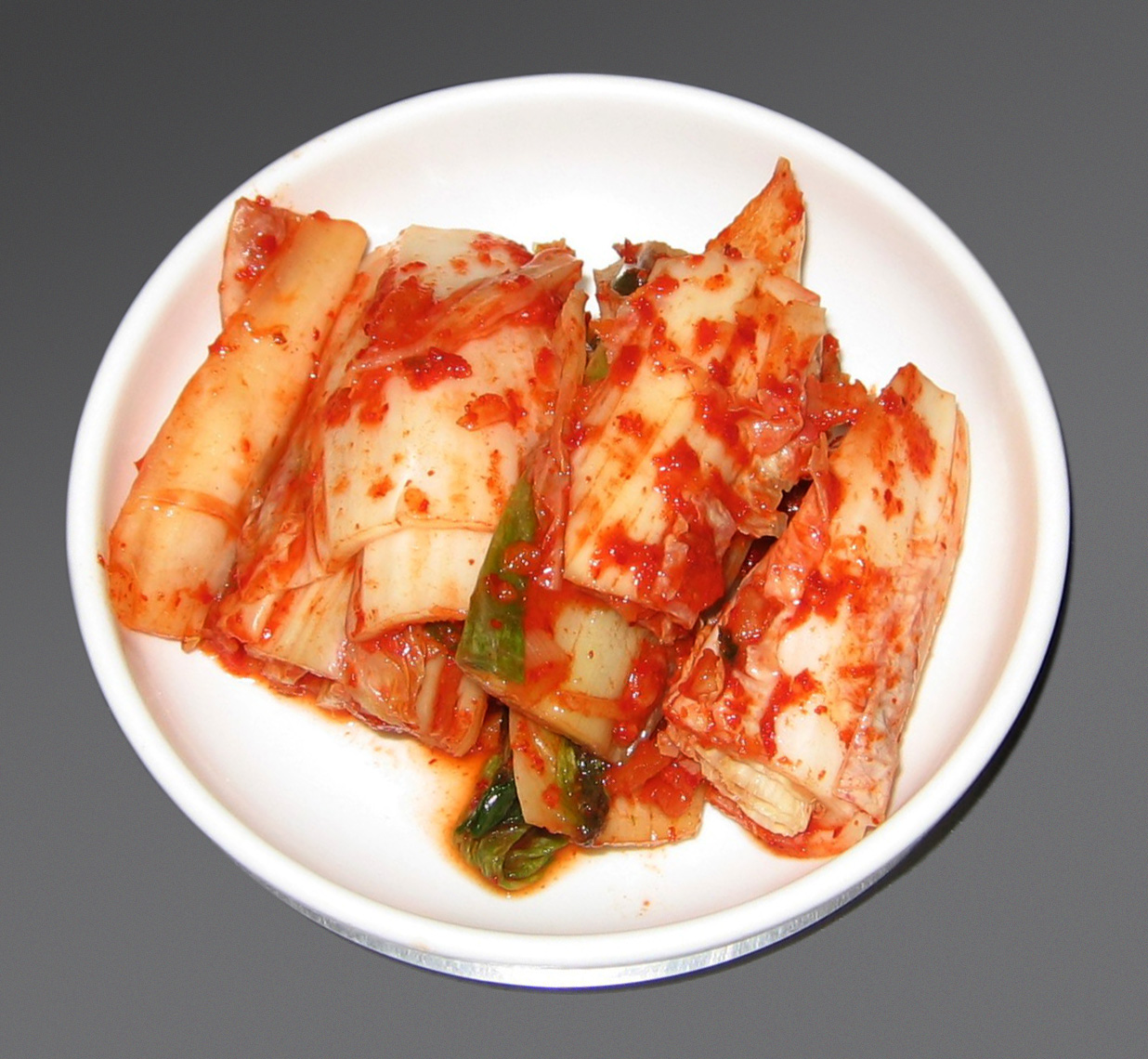
Korejské kimčchi

Kimčchi (korejsky 김치, někdy pod vlivem angličtiny přepisováno kimči) je tradiční korejská příloha k jídlu. Jde o pikantní křupavý salát připravený z nakládané a fermentované (kvašené) zeleniny a dalších ingrediencí. Nepodává se jako hlavní jídlo, ale v misce jako příloha ke každému jídlu dne. V korejských restauracích se miska kimčchi automaticky podává ke každému jídlu zdarma. Pro zmírnění ostré chuti se jí společně s rýží, polévkou nebo jiným jídlem.

## Historie
Původ jídla sahá již do dávných dob. První písemné zmínky o kimčchi můžeme najít v čínské poezii Ši-kjung, jejíž stáří se odhaduje na 2 600 až 3 000 let. V té době se kimčchi nazývalo „dži“ (치). První podoby dnešního kimčchi obsahovaly výhradně čerstvou zeleninu a sůl. Až ve 12. století se začaly přidávat různé další ingredience, které výrazně změnily dosud tradiční chuť a barvu jídla. V současnosti jsou nezbytným používaným kořením sušené červené chilli papričky, které Korea neznala do počátku 17. století.

## Výroba
Kimčchi lze sice koupit v obchodě, ale obvykle jej každá korejská žena připravuje sama podle receptu, který podle tradice obvykle převzala od své tchyně. Hlavní součástí je pekingské zelí, bílá ředkev daikon, jarní cibulka, mrkev, kořenicí pasta a sůl. Kořenicí pasta se připravuje smícháním červených vločkových chilli papriček gochugaru (고춧가루) a mletého chilli, rozetřeného česneku, strouhaného zázvoru a rybí omáčky. Kromě této základní verze existuje velké množství modifikací a přípustná je i jistá míra improvizace při zachování základních principů přípravy kimčchi.
V evropské kuchyni se objevují adaptované varianty, jež se často vyznačují nepřítomností tradičních ingrediencí, jako je například rybí omáčka.

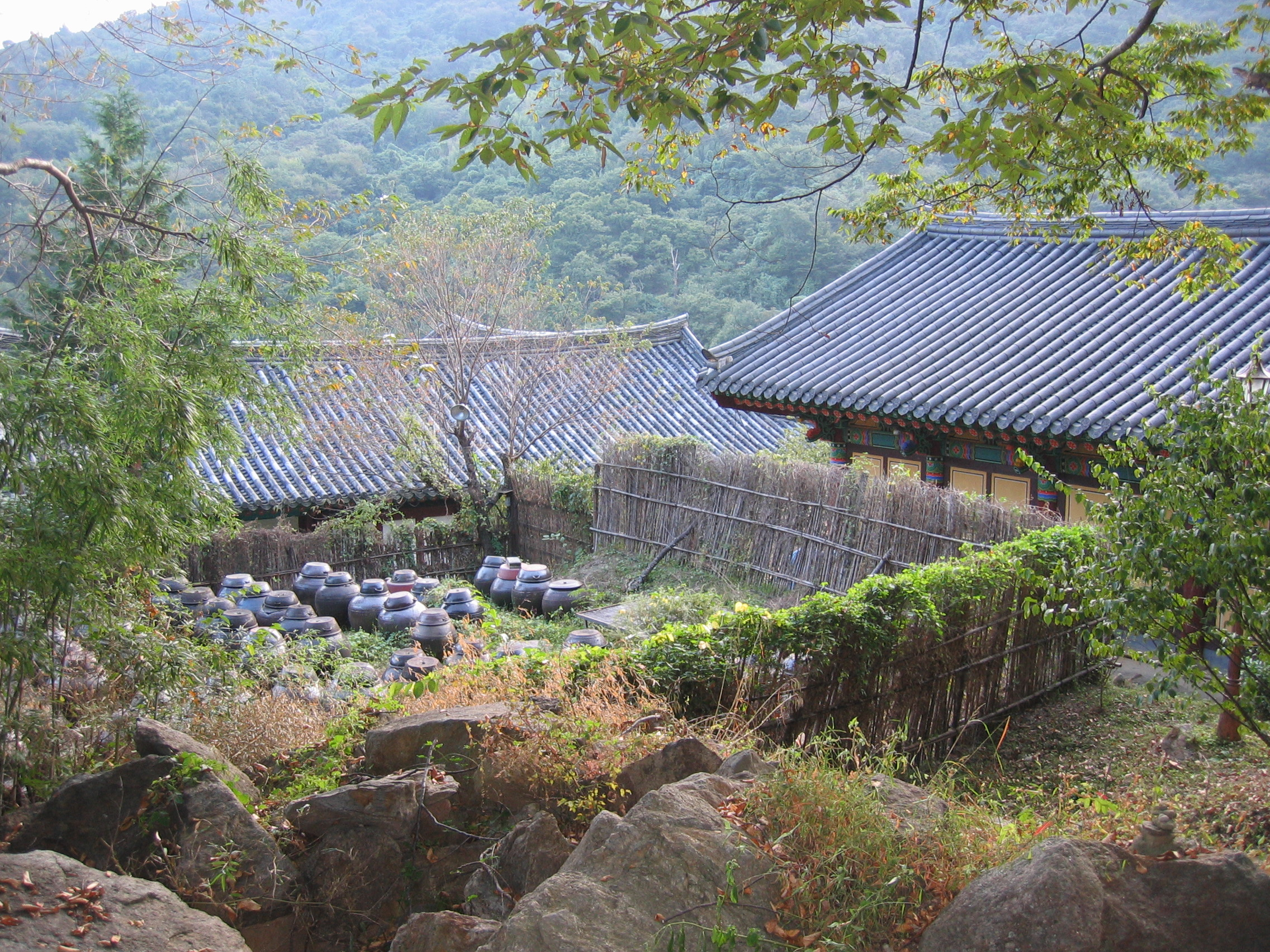
Tradiční nádoby pro uchovávání kimčchi, případně jiné nakládané zeleniny

Takto vytvořený salát se nakládá na několik dní až měsíců do velkých kameninových nádob a nechává se při pokojové teplotě zfermentovat. Startovací kultura se do kimčchi samostatně nepřidává, v běžné atmosféře je jí dostatek. Po dosažení požadovaného stupně fermentace se tyto nádoby obvykle zakopávají do země, kde se ponechávají při nízkých teplotách; tím je proces fermentace zastaven a kimčchi je uchováno bez rizika zkažení.
Kimčchi je nejen formou konzervace zeleniny v období zimy. Je to plnohodnotná součást korejského jídelníčku díky enzymům a organismu prospěšným bakteriím, které se množí při procesu fermentace. Je to také vynikající zdroj vitamínů a minerálů, prostředek k udržení zdravého trávicího systému. Podporuje také chuť k jídlu a stimuluje celkovou vitalitu.

## Dva základní typy kimčchi
Prvním typem jsou kimčchi zimní, které se připravují koncem léta ve velkém množství na zimu, jako zdroj zeleniny pro toto období vegetačního klidu. Má obecný název gimjang. Patří sem kimčchi z pekingského zelí a zabalené kimčchi a vodové ředkvičkové kimčchi. Japonci mají také vlastní verzi takového kimčchi zvané gimuchi. Je připravováno po vzoru korejského kimčchi, ale má méně výraznou chuť a méně koření.
Druhým typem kimčchi jsou sezónní kimčchi, neboli běžné kimčchi. Jsou jednodušší na přípravu, protože nemusí vydržet na tak dlouhou dobu. Fermentace někdy trvá i jen několik dní. Tyto kimčchi se připravují podle toho, co v daném období roste na polích a zahradách a je tak k dispozici v plné kvalitě a čerstvosti. Tyto kimčchi se připravují v průběhu jara, léta a podzimu. Zahrnují ředkvičkové vodové kimčchi, jarní zelné kimčchi z čínského zelí, kimčchi s plněnými okurkami a raně letní ředkvičkové kimčchi a podzimní kimčchi s kostkami ředkvičky a podzimní kimčchi s celými ředkvičkami.

## Světové dědictví
Umění výroby kimčchi bylo zařazeno mezi mistrovská díla ústního a nehmotného dědictví lidstva – v roce 2013 jihokorejská varianta a v roce 2015 i severokorejská.